# Angkor nemzetközi repülőtér
Az Angkor nemzetközi repülőtér (khmer nyelven: អាកាសយានដ្ឋានអន្តរជាតិសៀមរាប) (IATA: REP, ICAO: VDSR) Kambodzsa egyik nemzetközi repülőtere, amely Sziemreap közelében található. Éves utasforgalma 372 000 fő (2022).

## Futópályák
A repülőtér futópályái:
- 05/23

## Forgalom
Az utasforgalom az elmúlt években az alábbi módon változott:
| Utasok száma | 449 700 | 551 300 | 1 360 400 | 1 531 800 | 1 581 309 | 2 663 337 | 3 296 513 | 4 209 000 | 619 000 | 372 000 |
|              | 2001    | 2003    | 2006      | 2008      | 2010      | 2013      | 2015      | 2017      | 2020    | 2022    |